# كرايغ بنتام
كرايغ بنتام (بالإنجليزية: Craig Bentham)‏ هو لاعب كرة قدم بريطاني في مركز الوسط، ولد في 7 مارس 1985 في بينغلي ‏ في المملكة المتحدة. لعب مع برادفورد سيتي.

## وصلات خارجية
- كرايغ بنتام على موقع قاعدة بيانات كرة القدم.إي يو (الإنجليزية)
- كرايغ بنتام على موقع Soccerbase.com (لاعب) (الإنجليزية)